# Championnat du Cameroun de football 2024-2025
Navigation
Saison précédente Saison suivante
La saison 2024-2025 du Championnat du Cameroun de football est la 65e édition de la première division camerounaise, Elite One.
Le championnat revient cette saison à une poule unique de seize équipes, en fin de saison quatre clubs sont relégués et deux clubs de deuxième division seront promus pour passer en 2025-2026 à un championnat à 14 équipes.

## Les clubs participants
- AS Fortuna
- Canon Yaoundé
- Dynamo Douala
- Les Astres Football Club
- Union de Douala
- Gazelle FA
- PWD Social Club Bamenda
- Bamboutos de Mbouda
- Colombe sportive
- Fauve Azur
- Stade Renard
- Coton Sport
- YOSA Bamenda
- Victoria United Football Club
- Aigle  Royal de Mungo - promu de D2
- Panthère sportive du Ndé - promu de D2

## Compétition

### Classement
| Rang | Équipe                     | Pts  | J  | G  | N  | P  | Bp | Bc | Diff |
| ---- | -------------------------- | ---- | -- | -- | -- | -- | -- | -- | ---- |
| 1    | Colombe Sportive           | 65   | 30 | 19 | 8  | 3  | 41 | 15 | +26  |
| 2    | Panthère sportive du Ndé P | 55   | 30 | 16 | 7  | 7  | 36 | 23 | +13  |
| 3    | Gazelle FA                 | 53   | 30 | 15 | 8  | 7  | 52 | 32 | +20  |
| 4    | Coton Sport                | 52   | 30 | 14 | 10 | 6  | 40 | 29 | +11  |
| 5    | Stade Renard               | 46   | 30 | 13 | 7  | 10 | 36 | 27 | +9   |
| 6    | Victoria United T          | 42   | 30 | 12 | 6  | 12 | 46 | 49 | -3   |
| 7    | Canon Yaoundé              | 41   | 30 | 11 | 8  | 11 | 35 | 30 | +5   |
| 8    | PWD Bamenda                | 39   | 30 | 8  | 15 | 7  | 33 | 31 | +2   |
| 9    | Aigle Royal de Mungo P     | 39   | 30 | 11 | 6  | 13 | 30 | 30 | 0    |
| 10   | Fauve Azur                 | 39   | 30 | 11 | 6  | 13 | 29 | 27 | +2   |
| 11   | Dynamo Douala              | 38   | 30 | 10 | 8  | 12 | 31 | 33 | -2   |
| 12   | AS Fortuna                 | 37   | 30 | 10 | 7  | 13 | 35 | 36 | -1   |
| 13   | Bamboutos                  | 36-3 | 30 | 10 | 9  | 11 | 27 | 29 | -2   |
| 14   | Les Astres                 | 35   | 30 | 10 | 5  | 15 | 31 | 42 | -11  |
| 15   | Union Douala               | 22   | 30 | 5  | 7  | 18 | 17 | 46 | -29  |
| 16   | Young Sports Academy       | 13-3 | 30 | 3  | 7  | 20 | 15 | 55 | -40  |

|  | Qualifié pour la Ligue des champions de la CAF. |
|  | Relégation en Elite Two.                        |
|  | T : Tenant du titre P : Promu d'Elite 2         |

- Young Sports Academy a trois points de pénalité pour non présentation au match de la 22e journée, ensuite pour le même problème le club est relégué en troisième division, tous les matchs restants sont validés 3-0 pour les adversaires[2].
- Bamboutos a trois points de pénalité pour non présentation au match de la 20e journée[3].
- Colombe Sportive remporte pour la première fois le championnat avec dix points d'avance sur son dauphin[4].
- Aigle royal de La Menoua le champion de la deuxième division et finaliste de la dernière Coupe du Cameroun est qualifié pour la Coupe de la confédération 2025-2026[5].